# Eotitanosuchus
Eotitanosuchus é um gênero de sinapsídeo que viveu no no Permiano da Rússia. Há uma única espécie descrita para o gênero Eotitanosuchus olsoni.